# Amomum truncatum
Amomum truncatum är en enhjärtbladig växtart som beskrevs av François Gagnepain. Amomum truncatum ingår i släktet Amomum och familjen Zingiberaceae. Inga underarter finns listade i Catalogue of Life.